# Universalist Church of America
De Universalist Church of America (Nederlands: Universalistische Kerk van Amerika) was een Amerikaans christelijk kerkgenootschap dat in 1961 samenging met de American Unitarian Association tot de Unitarian Universalist Association (UUA).
Het kerkgenootschap ging uit van het christelijk universalisme, ook wel de leer van de alverzoening genoemd. Men verwierp op Bijbelse gronden de gedachte van een eeuwigdurende hel.

## Geschiedenis
De Universalist Church of America (UCA) kwam pas in 1866 tot stand. Voor die tijd waren er tal van zelfstandige universalistische kerken en kleinere kerkgenootschappen in de Verenigde State die de universalistische leer aanhingen, maar uit weerstand tegen een centralistische kerkorganisatie duurde het vrij lang tot er een federaal kerkgenootschap tot stand kwam. Tot 1942 droeg het kerkgenootschap de naam Universalist General Convention. De wortels van het Noord-Amerikaanse universalisme lagen in piëtisme en anabaptisme. De al bestaande universitaire opleidingen en seminaries waar een universalistische theologie werd onderwezen werden ondergebracht bij de UCA. De bekendste opleidingen, Tufts University en St. Lawrence University waren reeds (respectievelijk) in 1852 en 1856 gesticht. Het grootste aantal universalistische kerken bevond zich in New England. Binnen de UCA was van meet af aan het conflict aanwezig of zondaars na hun dood eerst tijdelijk naar de hel zouden gaan om hun zonden uit te boeten, of dat er in het geheel geen hel zou bestaan. Aanvankelijk overheerste het eerste standpunt, maar later werd de tweede opvatting de leidende. De vroegere generatie van universalisten die werkten aan het einde van de achttiende eeuw (dus voor het ontstaan van de UCA) waren aanvankelijk afkerig van het formuleren van een geloofsleer, maar in 1803 werd de Winchester Profession of Faith aanvaard als geloofsbelijdenis. Deze geloofsbelijdenis werd in 1866 door de UCA overgenomen en in 1899 vervangen door de Five Principles of Faith (vijf geloofsprincipes). In de beginjaren werd ook de apostolische geloofsbelijdenis nog veel gebruikt. Men nam over het algemeen geen moeite om een dogmatiek te ontwerpen of een samenvattende geloofsleer op te stellen. Veel aandacht ging uit naar de verdediging van het christelijk universalisme. Een standaardwerk over de leer der alverzoening werd in 1899 gepubliceerd door ds. John Wesley Hanson, getiteld The Prevailing Docrine of the Church During Its First 500 Years (Universalisme, De heersende leer in de Kerk gedurende de eerste 500 jaar). Hanson gold als de voornaamste apologeet van het universalisme in de negentiende eeuw. 
In de jaren voorafgaande aan de Amerikaanse Burgeroorlog nam de UCA krachtig stelling tegen de slavernij. 
De eerste (wetenschappelijk geschoolde) vrouwelijke predikanten in de Verenigde Staten, Olympia Brown (1835-1926), Phebe Ann Coffin Hanaford (1828-1921), Amanda Deyo (1838-1917) e.a., waren aangesloten bij de UCA. Zij behoorden ook tot de eerste generatie suffragettes en waren maatschappelijk zeer actief (bijvoorbeeld binnen de geheelonthoudingsbeweging, vredesgroepen en meisjes- en vrouwenonderwijs).
Henry N. Couden (1842-1922), die als korporaal in het Unionistische Leger de Slag bij Beaver Dam Lake (24 mei 1863) overleefde maar wel zijn gezichtsvermogen verloor, studeerde na de burgeroorlog theologie aan de St. Lawrence University (promotie in 1878) en was jarenlang chaplain van het Huis van Afgevaardigden (1895-1921). 
Na de eeuwwisseling kwam de UCA in vrijzinniger vaarwater terecht en veel traditionele christelijke leerstukken zoals een persoonlijke God, verlossingswerk van Christus en de godheid van de heilige Geest werden veelal losgelaten. In 1935 werd een vrijzinnige geloofsverklaring (Bond of Fellowship) Men ging steeds meer samenwerken met de unitarische kerk. Aanvankelijk bestond er een kloof tussen rationalistisch ingestelde unitariërs en de meer op het gemoedsleven ingestelde universalisten. Na het overbruggen van deze kloof besloten de twee kerkgenootschappen om in 1961 te fuseren tot de Unitarian Universalist Association. De nog bestaande universalistische opleidingsinstituten gingen over tot de UUA. Enkele van hen waren al gesloten of werden opgeheven. 
Binnen de UUA bestaat een speciale afdeling voor universalistische christenen

## Kernpunten
Tot de kernpunten van het door de UCA voorgestane universalisme behoorden:
1. Alverzoening: uiteindelijk zal iedereen dankzij de kruisdood van Christus met de Vader worden verzoend en worden opgenomen in de hemel of deelhebben aan de verrijzenis;
2. Afwijzing van een eeuwigdurende hel: een enkeling hield vast aan een tijdelijke hel waar men gelouterd zal worden alvorens te worden toegelaten tot de hemel;
3. Abolitionisme: onmiddellijk verbod op slavernij (tot 1865);
4. Evangelisatie: zoveel mogelijk mensen moesten worden bereikt met de waarlijk blijde boodschap van de alverzoening.[10]
5. Volstrekte gelijkstelling van man en vrouw: ook vrouwen werden toegelaten tot de kansel;
6. Strikte scheiding van Kerk en Staat: geen enkel kerkgenootschap mag door de staat worden bevoorrecht;
7. Puriteinse levensstijl: De universalisten waren grotendeels afkomstig uit methodistische, anabaptistische en quaker-kerken en een puriteinse levensstijl waarbij werd afgezien van alcohol-, tabaksgebruik en een opzichte kledingstijl;
8. Congregationalisme: Iedere lokale kerk (gemeente) is volledig zelfstandig.

## Enkele leden van de UCA en haar voorlopers
- Hosea Ballou (1771-1852), evangelist en predikant
- Clara Barton (1821-1912), oprichtster van het Amerikaanse Rode Kruis
- George de Benneville (1703-1793), evangelist
- Olympia Brown (1835-1926), eerste vrouwelijke predikant VS van een groot kerkgenootschap
- Henry N. Couden (1842-1922), blinde predikant, chaplain van het Huis van Afgevaardigden (1895-1921)
- John Wesley Hanson (1823-1901), schrijver van het boek Universalism, The Prevailing Doctrine of the Church During Its First 500 Years (1899)
- Joseph Jordan (1842-1901), eerste universalistische predikant van Afro-Amerikaanse afkomst die aangesloten was bij de UCA (1888)
- Judith Sargent Murray (1751-1820), toneelschrijfster, dichteres, feministe